# Шарджа Стэдиум
Стадион Шарджа — многоцелевой стадион в Шардже, ОАЭ. В настоящее время он используется в основном для футбольных матчей и является домашней площадкой футбольного клуба Шарджа. Стадион вмещает 12 000 человек.

## Кубок Азии 2019
На «Шарджа Стэдиум» было сыграно 6 игр Кубка Азии по футболу 2019, включая матч 1/8 финала.

| Дата           | Время | Команда 1  | Результат | Команда 2         | Этап       | Посещаемость |
| -------------- | ----- | ---------- | --------- | ----------------- | ---------- | ------------ |
| 6 января 2019  | 20:00 | Сирия      | 0-0       | Палестина         | Группа B   | 8,471        |
| 9 января 2019  | 17:30 | Узбекистан | 2-1       | Оман              | Группа F   | 9,424        |
| 12 января 2019 | 17:30 | Йемен      | 0-3       | Ирак              | Группа D   | 9,757        |
| 14 января 2019 | 20:00 | Индия      | 0-1       | Бахрейн           | Группа A   | 11,417       |
| 17 января 2019 | 20:00 | Ливан      | 4-1       | Северная Корея    | Группа E   | 4,332        |
| 21 января 2019 | 15:00 | Япония     | 1-0       | Саудовская Аравия | 1/8 финала | 6,832        |